# Liste der Bodendenkmäler in Rödelsee
Auf dieser Seite sind die Bodendenkmäler in der unterfränkischen Gemeinde Rödelsee zusammengestellt. Diese Tabelle ist eine Teilliste der Liste der Bodendenkmäler in Bayern. Grundlage ist die Bayerische Denkmalliste, die auf Basis des Bayerischen Denkmalschutzgesetzes vom 1. Oktober 1973 erstmals erstellt wurde und seither durch das Bayerische Landesamt für Denkmalpflege geführt wird. Die folgenden Angaben ersetzen nicht die rechtsverbindliche Auskunft der Denkmalschutzbehörde.

## Bodendenkmäler der Gemeinde Rödelsee

### Bodendenkmäler in der Gemarkung Fröhstockheim
| Lage                     | Objekt | Akten-Nr.     | Bild |
| ------------------------ | --- | ------------- | ---- |
| Fröhstockheim (Standort) | Siedlung vor- und frühgeschichtlicher Zeitstellung. | D-6-6227-0086 |      |
| Fröhstockheim (Standort) | Untertägige Teile des frühneuzeitlichen Schlosses von Fröhstockheim mit Wirtschaftshof und ehemalige Gartenanlage sowie archäologische Befunde der mittelalterlichen Vorgängerbebauung. | D-6-6227-0119 |      |
| Fröhstockheim (Standort) | Archäologische Befunde im Bereich der spätmittelalterlichen Evangelisch-Lutherischen Pfarrkirche St. Laurentius von Fröhstockheim mit ehemalige Kirchhof.                               | D-6-6227-0120 |      |
| Fröhstockheim (Standort) | Archäologische Befunde des Mittelalters und der frühen Neuzeit im Bereich der abgegangenen Unteren Mühle von Fröhstockheim.                                                             | D-6-6227-0167 |      |

### Bodendenkmäler in der Gemarkung Rödelsee
| Lage                | Objekt | Akten-Nr.     | Bild                       |
| ------------------- | --- | ------------- | -------------------------- |
| Rödelsee (Standort) | Höhensiedlung mit mehreren Abschnittsbefestigungen und Randbefestigung sowie Funden des Neolithikums, der Bronzezeit, der Urnenfelderzeit, der Hallstattzeit, der jüngeren Latènezeit, der römischen Kaiserzeit, des frühen Mittelalters und des hohen Mittelalters sowie Freilandstation des Mesolithikums. | D-6-6227-0004 | Bodendenkmal D-6-6227-0004 |
| Rödelsee (Standort) | Verebnetes Grabenwerk vor- und frühgeschichtlicher Zeitstellung. | D-6-6227-0085 |                            |
| Rödelsee (Standort) | Archäologische Befunde der frühen Neuzeit im Bereich der Katholischen Pfarrkirche St. Bartholomäus von Rödelsee. | D-6-6227-0163 |                            |
| Rödelsee (Standort) | Archäologische Befunde des Mittelalters und der frühen Neuzeit im Bereich der Evangelisch-Lutherischen Pfarrkirche von Rödelsee sowie Vorgängerbauten. | D-6-6227-0164 |                            |
| Rödelsee (Standort) | Archäologische Befunde der frühen Neuzeit im Bereich des ehemaligen Schlosses Crailsheim in Rödelsee. | D-6-6227-0165 |                            |
| Rödelsee (Standort) | Archäologische Befunde im Bereich des spätmittelalterlichen und neuzeitlichen jüdischen Friedhofs von Rödelsee. | D-6-6227-0166 |                            |
| Rödelsee (Standort) | Brandgräber der Hallstattzeit. | D-6-6227-0186 |                            |
| Rödelsee (Standort) | Siedlung der Linearbandkeramik. | D-6-6227-0187 |                            |
| Rödelsee (Standort) | Turmhügel des Mittelalters. | D-6-6227-0190 |                            |